# Wrexham A.F.C.
Wrexham Association Football Club (walisisk: Clwb Pêl-droed Wrecsam) er en walisisk fodboldklub fra Wrexham, Wales, som spiller i Championship. Den blev grundlagt i 1864 og er dermed den ældste fodboldklub i Wales og det tredje ældste professionelle fodboldhold i verden. Deres stadion Racecourse Ground er det ældste internationale stadion i verden.
I 2020 blev klubben købt af den amerikanske skuespiller Rob McElhenney og den canadiske skuespiller Ryan Reynolds.
I FA Cup'en har Wrexham flere gange leveret nogle overraskende resultater, bl.a. i januar 1992, hvor den walisiske klub vandt 2-1 hjemme over Arsenal i 3. runde.
I 2012 nåede holdet igen 3. runde, hvor man spillede 1-1 ude mod Brighton & Hove Albion. Omkampen hjemme på Racecourse Ground blev 1-1, men efter 2 × 15 minutters forlænget spilletid og straffesparkskonkurrence tabte Wrexham med 5-6.
Også i sæsonen 2014-15 nåede man 3. runde hvor Stoke desværre blev endestation for Wrexham. Holdet tabte ude med 3-1 efter at ha kommet foran med 1-0